# Liste der Abgeordneten des Landtags des Herzogtums Anhalt 1872–1878
Diese Liste enthält die Abgeordneten des Landtags des Herzogtums Anhalt in der Wahlperiode 1872 bis 1878. Die Wahlperiode begann am 1. Oktober 1872 und endete 1878.
| Amt                   | Abgeordneter      |
| --------------------- | ----------------- |
| Präsident             | August Pietscher  |
| Erster Vizepräsident  | Anton von Krosigk |
| Zweiter Vizepräsident | Alfred Kretschmar |

| Kurie                                         | Wahlkreis     | Abgeordneter                  | Beschreibung                                                                     |
| --------------------------------------------- | ------------- | ----------------------------- | -------------------------------------------------------------------------------- |
| Vom Herzog ernannt                            | 0             | Wilhelm zu Solms              |                                                                                  |
| Vom Herzog ernannt                            | 0             | Dr. Ferdinand Sintenis        | Geheimer Regierungsrat in Dessau                                                 |
| Meistbesteuerte Grundbesitzer                 | 0             | Robert Jänicke                | Amtmann in Baasdorf                                                              |
| Meistbesteuerte Grundbesitzer                 | 0             | Hermann von Kalitsch          | Herzoglicher Kammerherr auf Dobritz                                              |
| Meistbesteuerte Grundbesitzer                 | 0             | Theodor Klepp                 | Oberamtmann in Klein-Paschleben. Ausgeschieden 1876. Nachfolger wurde von Trotha |
| Meistbesteuerte Grundbesitzer                 | 0             | Friedrich Wolf von Trotha     | Herzoglicher Kammerherr auf Hecklingen. Nachwahl 1876 für Klepp                  |
| Meistbesteuerte Grundbesitzer                 | 0             | Dr. Julius Kraaz              | Rittergutsbesitzer in Güsten                                                     |
| Meistbesteuerte Grundbesitzer                 | 0             | Anton von Krosigk             | Herzoglicher Kammerherr auf Hohenerxleben                                        |
| Meistbesteuerte Grundbesitzer                 | 0             | Erich von Krosigk             | Herzoglicher Kammerherr auf Rathmannsdorf                                        |
| Meistbesteuerte Grundbesitzer                 | 0             | Adolph Säuberlich             | Amtsrat in Gerlebock. Ausgeschieden 1876. Nachfolger: Hildebrandt                |
| Meistbesteuerte Grundbesitzer                 | 0             | Louis Hildebrandt             | Oberamtmann in Arensdorf. Ab 1876 als Nachfolger für Säuberlich                  |
| Meistbesteuerte Grundbesitzer                 | 0             | Ferdinand Türcke              | Amtsrat in Frenz                                                                 |
| Meistbesteuerte Handels- und Gewerbetreibende | 0             | Wilhelm Sachsenberg           | Fabrikant in Roßlau. Verstorben. Nachfolger wurde Baldamus                       |
| Meistbesteuerte Handels- und Gewerbetreibende | 0             | Dr. Alfred Ferdinand Baldamus | Geheimer Kommerzienrat in Gerlebogk als Nachfolger für Sachsenberg               |
| Meistbesteuerte Handels- und Gewerbetreibende | 0             | Gustav Ziegler                | Kommerzienrat in Dessau                                                          |
| Städte                                        | 1. Wahlkreis  | Bernd von Basedow             | Rechtsanwalt in Dessau. Ausgeschieden. Nachfolger wurde Hagelberg                |
| Städte                                        | 1. Wahlkreis  | Bernhard Hagelberg            | Kaufmann in Dessau. Nachfolger von Basedow Hagelberg                             |
| Städte                                        | 1. Wahlkreis  | Dr. Albert Bolze              | Rechtsanwalt in Bernburg. Ausgeschieden. Nachfolger wurde Elze                   |
| Städte                                        | 1. Wahlkreis  | Prof. Dr. Karl Elze           | Lehrer in Dessau. Nachfolger für Bolze. Ausgeschieden. Nachfolger wurde Albert   |
| Städte                                        | 1. Wahlkreis  | Bruno von Albert              | Geheimer Regierungsrat in Dessau. Nachfolger für Elze                            |
| Städte                                        | 1. Wahlkreis  | Gustav Herbst                 | Kaufmann in Dessau                                                               |
| Städte                                        | 2. Wahlkreis  | Isidor Herz                   | Fabrikant in Jeßnitz                                                             |
| Städte                                        | 3. Wahlkreis  | Dr. Alfred Kretschmar         | Rentier in Köthen                                                                |
| Städte                                        | 3. Wahlkreis  | Albert Lezius                 | Rechtsanwalt in Köthen                                                           |
| Städte                                        | 4. Wahlkreis  | August Hünicke                | Rentier in Zerbst                                                                |
| Städte                                        | 4. Wahlkreis  | August Pietscher              | Kreisgerichtsdirektor in Dessau                                                  |
| Städte                                        | 5. Wahlkreis  | Emil Poetsch                  | Rechtsanwalt und Bürgermeister in Roßlau                                         |
| Städte                                        | 6. Wahlkreis  | Theodor Brumme                | Stadtrat in Bernburg                                                             |
| Städte                                        | 6. Wahlkreis  | Albert Keßler                 | Fabrikant und Stadtrat in Bernburg                                               |
| Städte                                        | 7. Wahlkreis  | Wilhelm Ursin                 | Pfarrer in Güsten                                                                |
| Städte                                        | 8. Wahlkreis  | Karl Hartung                  | Probst a. D. und Stadtrat in Ballenstedt                                         |
| Städte                                        | 9. Wahlkreis  | Friedrich Francke             | Bürgermeister in Gernrode                                                        |
| Plattes Land                                  | 1. Wahlkreis  | Friedrich Biersack            | Rentner in Griesen                                                               |
| Plattes Land                                  | 2. Wahlkreis  | Friedrich Bettzieche          | Ziegeleibesitzer in Hinsdorf                                                     |
| Plattes Land                                  | 3. Wahlkreis  | Christian Schröter            | Gutsbesitzer in Klein-Baschleben                                                 |
| Plattes Land                                  | 4. Wahlkreis  | Wilhelm Walter                | Landrichter in Breesen                                                           |
| Plattes Land                                  | 5. Wahlkreis  | Friedrich Klabe               | Ortsschulze in Buro                                                              |
| Plattes Land                                  | 6. Wahlkreis  | Friedrich Huth                | Vollspänner in Bias                                                              |
| Plattes Land                                  | 7. Wahlkreis  | Otto von Biederfee            | Rittergutsbesitzer in Ilberstedt                                                 |
| Plattes Land                                  | 8. Wahlkreis  | Andreas Reinicke              | Rentier in Baalberge                                                             |
| Plattes Land                                  | 9. Wahlkreis  | Christian Wicht               | Ortsschulze in Siptenfelde                                                       |
| Plattes Land                                  | 10. Wahlkreis | Gustav Diederichs             | Gutsbesitzer in Reinstedt                                                        |